# Emgann
Emgann è un movimento politico nazionalista bretone di sinistra e uno dei principali gruppi attivi sul fronte dell'Indipendentismo bretone. Fondato nel 1982 si è impegnato fin dalla creazione alla lotta politica per l'emancipazione e liberazione nazionale del popolo bretone e la sua rappresentanza nell'Unione europea.